# Stenomicra angustiforceps
Stenomicra angustiforceps är en tvåvingeart som beskrevs av Curtis W. Sabrosky 1965. Stenomicra angustiforceps ingår i släktet Stenomicra och familjen savflugor.
Artens utbredningsområde är Nepal. Inga underarter finns listade i Catalogue of Life.